# Quốc lộ 18C
Quốc lộ 18C là tuyến đường quốc lộ dài 129 km trên địa bàn tỉnh Quảng Ninh, Việt Nam.
Quốc lộ này bắt đầu từ ngã ba giao với Quốc lộ 18 tại thị trấn Tiên Yên, huyện Tiên Yên rồi đi dọc theo sông Tiên Yên đến cửa khẩu Hoành Mô. Từ đây, tuyến đường lại tiếp tục đi cặp biên giới Việt Nam – Trung Quốc về phía đông và kết thúc tại nơi giao với Quốc lộ 18 tại phường Hải Yên, thành phố Móng Cái.
Trước đây, Quốc lộ 18C chỉ bao gồm đoạn đường Tiên Yên – Hoành Mô với chiều dài 42 km. Năm 2010, đoạn đường này được cải tạo, nâng cấp với quy mô đường cấp ba miền núi tốc độ thiết kế 60 km/h, mặt đường 8 m. Công trình có tổng mức đầu tư 785 tỷ đồng và hoàn thành vào năm 2013. Đến ngày 14 tháng 1 năm 2016, toàn bộ tuyến đường tỉnh 341 từ Hoành Mô đến Móng Cái được nhập vào Quốc lộ 18C theo Quyết định số 110/QĐ-BGTVT của Bộ Giao thông vận tải.